# Takifugu alboplumbeus
Takifugu alboplumbeus är en fiskart som först beskrevs av Richardson 1845.  Takifugu alboplumbeus ingår i släktet Takifugu och familjen blåsfiskar. Inga underarter finns listade i Catalogue of Life.